# Desenterrando Sad Hill
Desenterrando Sad Hill —comercialitzada en anglès com Sad Hill Unearthed— és una pel·lícula documental espanyola de 2017 dirigida per Guillermo de Oliveira. Relata el procés dut a terme per una associació de voluntaris que van rehabilitar i van reconstruir el cementiri de Sad Hill creat en 1966 per al rodatge de la seqüència final del film El bo, el lleig i el dolent. Compta amb testimoniatges d'algunes de les persones que van treballar en aquella pel·lícula, d'altres cineastes, d'estudiosos del film i d'afeccionats. Està rodada en color i parlada en castellà, anglès, italià i francès.

## La història
El 1966 es va rodar a Espanya la pel·lícula El bo, el lleig i el dolent. Part de les localitzacions es van situar a la vall de Mirandilla, situat en la província de Burgos, en els termes municipals de Contreras i Santo Domingo de Silos, prop de Covarrubias. Per a facilitar la filmació d'aquesta producció internacional, el govern presidit pel general Franco va oferir la col·laboració de diversos centenars de militars que —degudament remunerats— van treballar en la construcció dels escenaris i com extra. En una zona apartada de qualsevol signe de vida humana es va rodar la llarga seqüència final de la pel·lícula del duel a tres bandes, per a la qual es va construir un cementiri circular amb unes quatre mil tombes simulades. Una vegada acabat el rodatge, l'escenari va ser abandonat i la naturalesa va anar cobrint-lo de matolls.
El lloc va romandre en l'oblit fins que en 2014 un grup d'afeccionats a la pel·lícula de Sergio Leone van decidir recuperar l'escenari. Després de localitzar l'emplaçament, els entusiastes seguidors van crear l'Associació Cultural Sad Hill i van sol·licitar permís a la Junta de Castella i Lleó. Una vegada aconseguit, es van dedicar a cavar per a recuperar les pedres del cercle central. Després van anar recuperant les tombes i van col·locar creus. Com que el treball era més gran del que van pensar inicialment, van difondre el seu propòsit per les xarxes socials i van captar un considerable nombre de col·laboradors que, en bastants casos, es desplaçaven des de llocs molt allunyats. Per a finançar el projecte van recórrer al micromecenatge, oferint a canvi d'una petita quantitat de diners el discutit al·licient de col·locar el nom del donant en una de les tombes del cementiri. El moment cim de la seva labor va ser el 24 de juliol de 2016, quan van organitzar un esdeveniment en el recuperat «Sad Hill» per a commemorar el cinquanta aniversari de la pel·lícula. La seva labor continuava després de l'estrena de Desenterrando Sad Hill.

## La pel·lícula
Guillermo de Oliveira es va assabentar en 2014 del projecte de recuperació de Sad Hill gràcies a un amic que havia sentit la notícia en la ràdio. Va seguir el tema a través de Facebook i va decidir gravar una peça curta sobre el tema per pujar a YouTube o, potser, un curtmetratge, ja que va pensar que l'assumpte no podria arribar a prosperar. No obstant això, el moviment va anar creixent i trobant suports en treballadors voluntaris i donants, i el documental es va anar allargant fins a convertir-se en un llargmetratge.
La pel·lícula se centra en el procés de reconstrucció del cementiri de Sad Hill i a analitzar les motivacions dels voluntaris que hi van treballar. Per a això compta amb els testimoniatges de quatre dels promotors principals: David Alba, Sergio García, Diego Montero i Joseba del Valle. També s'entrevista a dos dels col·laboradors ocasionals, el matrimoni format pels francesos Jean-Pierre i Anne-Marie Lanoue.
Però el documental va més enllà i també informa sobre el rodatge d' El bo, el lleig i el dolent comptant-hi amb alguns dels supervivents de l'equip que va treballar en aquella icona del Spaghetti western: el músic Ennio Morricone, el muntador Eugenio Alabiso, l'actor Clint Eastwood, l'ajudant de càmera Sergio Salvati, l'assistent de direcció d'art Carlo Leva i el director Sergio Leone mitjançant enregistraments de l'època de la filmació i de 1977. També plasma els records de tres dels militars que van col·laborar en les labors de construcció dels decorats i que van treballar com a figurants: Juan José de la Horra, José Urrutia i Rafael Solana. Dins d'aquest apartat destaca especialment l'espai dedicat a les diverses versions de l'incident de la voladura accidental del pont construït per l'Exèrcit quan les càmeres encara no estaven rodant.
Finalment, el film també analitza i valora la cinta de Leone a través de les persones esmentades i d'altres admiradors del seu cinema. Entre ells alguns tan coneguts com el músic de Metallica James Hetfield i els directors Joe Dante i Álex de la Iglesia. També compta amb les opinions qualificades del crític Stephen Leigh i els estudiosos de l'obra de Leone sir Christopher Frayling i el doctor Peter J. Hanley. Altres afeccionats són menys populars, com els canadencs Will Ross, Devan Scott i Daniel Jeffery, que en 2014 es van desplaçar fins al lloc abans que comencessin els treballs de rehabilitació.

## Recepció
L'estrena mundial de Desenterrant Sad Hill va tenir lloc en el Festival Internacional de Cinema de Tòquio, certamen classificat com de categoria «A» per la FIAPF. Després va ser exhibida en altres festivals, com Santa Bàrbara, Buenos Aires i el Caire. En el seu recorregut va obtenir alguns premis, com el de Millor pel·lícula de la secció Noves Visions del Festival de Cinema de Sitges i el de Millor contribució tècnic-artística al gènere wéstern del Festival de Wéstern d'Almeria. L'estrena en Espanya va tenir lloc el 19 d'octubre de 2018.
Les valoracions crítiques són dispars. Jordi Costa considera a El País que la pel·lícula abusa de les entrevistes i que «s'acosta perillosament al reportatge», però valora positivament com mostra l'esforç d'aquest grup d'afeccionats que desenvolupen un treball pròxim a l'arqueologia per a recuperar un lloc de ficció. Per part seva, Jesús Palacios opina a Fotogramas qque el film és emotiu i inquietant, reflectint un treball d'arqueologia cinematogràfica sobre un cinema que ja no existeix. El crític del diari La Razón valora positivament que el documental sigui «un cant d'amor al cinema com a dipòsit de la memòria històrica i sentimental», però creu que «explota la llàgrima còmplice que només els fans de Leone irredempts poden vessar». A ABC, Federico Marín valora la tenacitat de Guillermo de Oliveira i el posar en el mateix pla als «fans» i als grans noms com Clint Eastwood, encara que creu que hauria d'haver retallat una mica la durada.
A la fi de 2018 la difusió de la pel·lícula va augmentar considerablement en ser inclosa en el catàleg internacional de Netflix acompanyada de subtítols en castellà, anglès, francès, alemany i àrab.
Quan es va obrir la temporada de premis cinematogràfics anuals, la pel·lícula va ser nominada al Goya a la millor pel·lícula documental i va guanyar la Medalla del Cercle d'Escriptors Cinematogràfics al millor llargmetratge documental

## Premis i nominacions

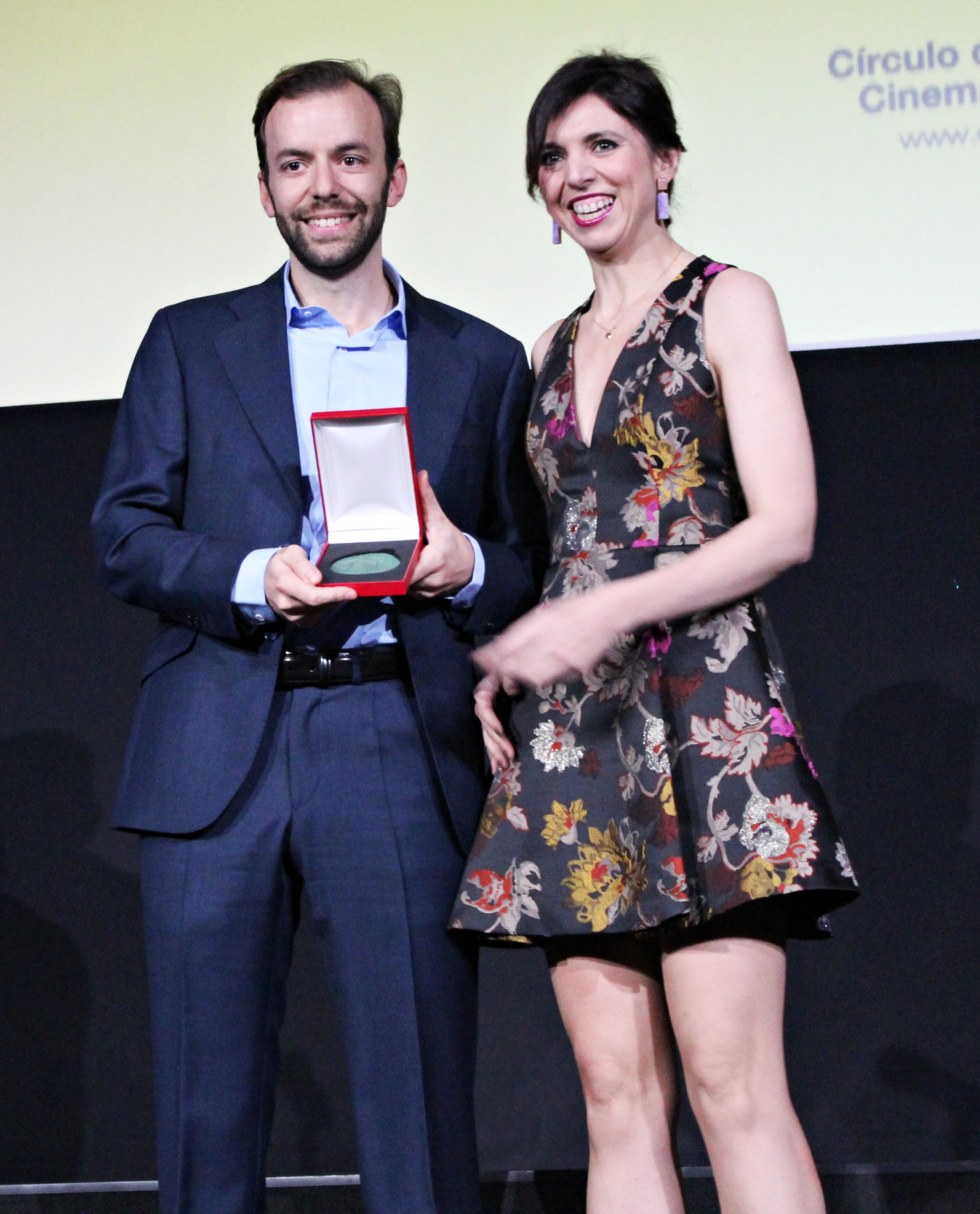
Oliveira i Cowell rebent la Medalla del CEC al millor documental.

74 edició de les Medalles del Cercle d'Escriptors Cinematogràfics
| Categoria                       | Resultat   |
| ------------------------------- | ---------- |
| Millor llargmetratge documental | Guanyadora |

XXXIII Premis Goya
| Categoria                    | Resultat |
| ---------------------------- | -------- |
| Millor pel·lícula documental | Nominada |

XXIV Premis Cinematogràfics José María Forqué
| Categoria                    | Resultat |
| ---------------------------- | -------- |
| Millor pel·lícula documental | Nominada |

Festival de Cinema de Sitges
| Secció        | Categoria         | Resultat   |
| ------------- | ----------------- | ---------- |
| Noves Visions | Millor pel·lícula | Guanyadora |

Festival de Wéstern d'Almeria
| Categoria                                             | Resultat   |
| ----------------------------------------------------- | ---------- |
| Millor contribució tècnic-artística al gènere wéstern | Guanyadora |